# Pavlov (Pelhřimov)
Pavlov è un comune della Repubblica Ceca facente parte del distretto di Pelhřimov, nella regione di Vysočina.

## Monumenti e luoghi d'interesse

#### Siti archeologici
Nel trerritorio comunale si trova il sito archeologico di Pavlov, che ha dato alla luce importanti resti preistorici dell'epoca gravettiana, quando la località era frequentata dai Primi esseri umani moderni europei (EEMH, da European early modern humans in inglese).